# Стадомели (Ла Специја)
Стадомели је насеље у Италији у округу Ла Специја, региону Лигурија.
Према процени из 2011. у насељу је живело 26 становника. Насеље се налази на надморској висини од 378 м.